# Вардар (1889 – 1891)
Вижте пояснителната страница за други значения на Вардар.
„Вардар“ с подзаглавие Вестник за политика, книжевност и търговия е български вестник, редактиран от Иван Кършовски (главен уредник и отговорник) и излизал от 3 ноември 1898 до 30 декември 1891 година в София (Средец), с прекъсване от брой 6, 14 декември 1889 до края на октомври 1891 година.
Излизат общо 13 броя. Излиза във вторник и четвъртък. Печата се в печатницата на Б. Зилбер и в печатниците на Никола Х. Йончев и „Либералний клуб“. Публикува материали, свързани с останалата след Берлинския конгрес под османска власт Македония. Симпатизира на радославистите. Публикува и спомени на редактора си Кършовски за войводата му Христо Ботев.